# Roca de Rovellosa
La Roca de Rovellosa és un cim de 2013,5 metres d'altitud que està situat al límit dels termes de la Torre de Cabdella (dins de l'antic terme de Mont-ros), al Pallars Jussà i Baix Pallars, al Pallars Sobirà (dins de l'antic terme de Montcortès de Pallars). És, per tant, també partió de comarques.
La Roca de Rovellosa està situada al capdavall del Serrat de Riuferreres, al nord-est del poble de Mont-ros.